# 无冠裸胞壳
无冠裸胞壳（学名：Emericella acristata）是属于散囊菌目发菌科裸胞壳属的一种真菌，可生长在土壤、堆肥、鸡粪、木屑、织物等有機物上。该种分布于中国、美国、印度、日本、西班牙等地。